# Juhan Viiding
Juhan Viiding (Tallinn, 1948. június 1. – Rapla, 1995. február 21.) észt költő, színész és rendező. Írói álneve: Jüri Üdi.

## Élete
Apja Paul Viiding író. Juhan volt a család négy gyermekének legfiatalabb és egyetlen fia. Gyerekként nyugtalan volt, de intellektuálisan érett. 1968 és 1972 között a Tallinni Konzervatóriumban tanult. A Színművészeti Főiskolát 1973-ben fejezte be. Már fiatalon, költőként és előadóművészként egyaránt híressé vált. Tallinnban élt.
Első versei 1971-ben a Nárvitükk (Idegnyomás) című, négy fiatal költőt bemutató antológiában láttak napvilágot, Jüri Üdi álnéven. Mind színészként, mind költőként ezt a nevet használta egészen 1978-ig, utána az eredeti nevén szerepelt. Versei nagy részét megzenésítették, saját és mások előadásában közkedveltté váltak Észtországban. Juhan Viiding számos irodalmi díjat nyert. Felesége, Riina Viiding (1948–) zenetanár, a lánya, Elo Viiding költő.
Viiding haláláig az Észt Dráma Színházban dolgozott, többek között Samuel Beckett és Eugène Ionesco színdarabjait rendezte. Színészként is népszerűvé vált: Peer Gynt, Hamlet szerepében, énekesként fellépett többek között az Amor-Trio banddel.
Juhan Viiding öngyilkosságot követett el 1995 februárjában.

## Művei
- Närvitrükk (1971) Idegnyomás
- Aastalaat (1971) Az év éve
- Detsember (1971) December
- Käekäik (1973) Életmenet
- Selges eesti keeles (1974) Világos észt nyelven
- Armastuskirjad (1975) Szerelmes levelek
- Mina olin Jüri Üdi (1978) Én voltam Jüri Üdi (válogatott versek)
- Elulootus (1980) Életremény
- Tänan ja palun (1983) Köszönöm és kérem
- Osa (1991)

## Magyarul
- 1 vers Képes Géza fordításában, Nagyvilág, 1975, 9. szám
- 5 vers Niklai Ádám fordításában, Alföld, 1976, 11. szám
- 1 vers Dabi István fordításában, Igaz Szó, 1981, 12. szám
- Szemünk elé..., Ritkán van melegem már..., Minden költészet-várost odahagyva... versek Tandori Dezső fordításában, Szovjet Irodalom, 1988, 1. szám, 96. oldal
- Katona Erzsébet (szerk.): Megyek élő testvéremhez (antológia, 1993) Seisund, Állapot című versek Rab Zsuzsa fordításában.

## Fordítás
- Ez a szócikk részben vagy egészben  a   Juhan Viiding című német Wikipédia-szócikk ezen változatának fordításán alapul.  Az eredeti cikk szerkesztőit annak laptörténete sorolja fel. Ez a jelzés csupán a megfogalmazás eredetét és a szerzői jogokat jelzi, nem szolgál a cikkben szereplő információk forrásmegjelöléseként.